# Krebsbach (Main)
Der Krebsbach ist ein gut vier Kilometer langer Bach am Rande des Naturparks Spessart im unterfränkischen Landkreis Main-Spessart, der aus östlicher Richtung kommend von links in den Main mündet.

## Geographie

### Verlauf
Der Krebsbach entspringt auf einer Höhe von etwa 321 m ü. NN auf der Fränkischen Platte aus einer intermittierenden Quelle nördlich des Rodener Ortsteils Ansbach in der Flur Zellerwegacker direkt westlich neben der nach Waldzell führenden Kreisstraße MSP 12.
Der stark begradigte Bach fließt zunächst westsüdwestwärts knapp vierhundert Meter durch Felder und Wiesen und wechselt dann nach Südsüdwesten. In weiterem Kunstlauf läuft er nun am Westrand von Ansbach entlang durch eine Grünzone. Nördlich des Erlacher Weges wird er auf seiner linken Seite durch einen kleinen Graben und etwa einhundertfünfzig Meter später von der gleichen Seite durch einen weiteren Zufluss verstärkt. Der  Krebsbach läuft, nunmehr übers Jahr beständig, ab diesem Zulauf wieder nach Westsüdwesten und durchquert die Flur Neuwiesen, dann den Hirschacker. Dort knickt er an der Einmündung eines sehr kurzen Quellzufluss und eines kleinen Feldgrabens scharf nach Westnordwesten ab. Sein Weg führt nun knapp achthundert Meter durch Felder und Wiesen zwischen dem obstwiesenbestandenen Gehäg auf dem rechten Hang und dem Hochwald auf dem linken bis in eine kleine Flurbucht, an deren Ende er in den Laubwald eintritt, der sich links die Winterleite und rechts den Büchelsrain hochzieht, und zwängt sich hier durch ein enges Tal. Knapp einen halben Kilometer wird er bachabwärts auf seiner rechten Seite vom aus dem Nordosten kommenden Rohrbrunngraben gespeist.
Der Krebsbach läuft nun am Südhang des Erlachberges (364 m ü. NN) westwärts weiterhin durch sein enges Waldtal, bald und fast bis zuletzt auf der Grenze der Gemarkungen von Erlach im Norden und Roden im Süden. Er mündet schließlich knapp einen Kilometer südlich des Neustadter Ortsteils Erlach auf einer Höhe von 147,3 m ü. NN in der Flur Pfaffenaecker von links in den von Norden heranfließenden Main.

### Zuflüsse
- Rohrbrunngraben (rechts), 2,0 km